# Scapheremaeus marmoratus
Scapheremaeus marmoratus är en kvalsterart som först beskrevs av Berlese 1910.  Scapheremaeus marmoratus ingår i släktet Scapheremaeus och familjen Cymbaeremaeidae. Inga underarter finns listade i Catalogue of Life.